# Invita Minerva
 Invita Minerva  лат. (изговор:инвита Минерва). Упркос Минерви; против Минервине воље.  Хорације

## Тумачење
Израз се односи на оне без знања и способности, на оне који немају ни знања ни способности, а желе нешто да створе. Повезан је са Минервом, јер је она била староримска  богиња,  умјетности и вјештина. (у  старих Грка Атена)